# More Than He Bargained For (film 1913)
More Than He Bargained For è un cortometraggio muto del 1913 diretto da Frank Wilson.

## Trama
Un uomo ruba Sandow, il pony di una ragazza, ma finirà in carcere.

## Produzione
Il film fu prodotto dalla Hepworth.

## Distribuzione
Distribuito dalla Hepworth, il film - un cortometraggio di 190 metri - uscì nelle sale cinematografiche britanniche nell'ottobre 1913.
Si conoscono pochi dati del film che, prodotto dalla Hepworth, fu distrutto nel 1924 dallo stesso produttore, Cecil M. Hepworth. Fallito, in gravissime difficoltà finanziarie, il produttore pensò in questo modo di poter almeno recuperare il nitrato d'argento della pellicola.